# Dã (Israel)
Dã (em hebraico: דָּן; romaniz.: Dan) é um kibutz no norte de Israel. Localizada no norte do Vale do Hula , no sopé do Monte Hermon, fica sob a jurisdição do Conselho Regional da Alta Galileia. Em 2017, tinha uma população de 736 habitantes.[carece de fontes?]

## História
O kibutz de Dã foi fundado em 1939 por agricultores judeus da Transilvânia .  É afiliado ao movimento Hashomer Hatzair .  Em 1947, a população era de 340. Dã era uma das duas aldeias estabelecidas em homenagem a Menachem Ussishkin .  Foi nomeado em honra à cidade israelita de "Dã" mencionada em 1 Reis 12:29, 1 Samuel 3:20 e Gênesis 14:14, e que foi identificado com o vizinho Tel Dã.  O kibutz de Dã está localizado no território da tribo israelita de Dã (Josué 19:47).  Ele sofreu pesadas perdas durante a Guerra Árabe-Israelense de 1948 , suportando o peso da invasão síria .

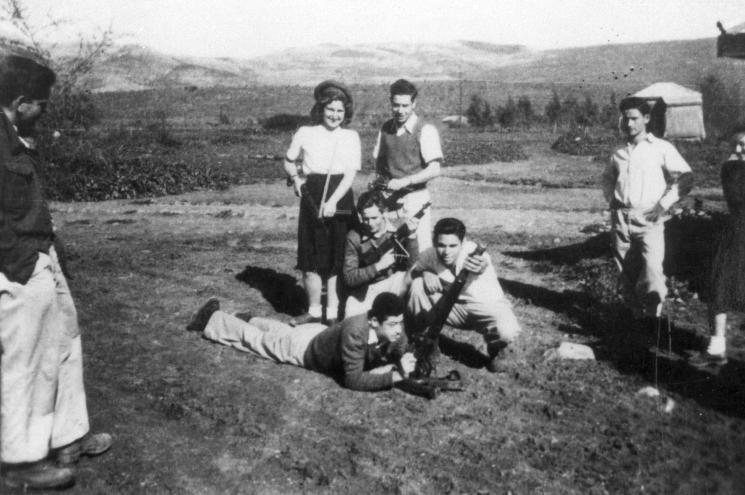
Argamassa de Palmach comercializada em Dã. 1948
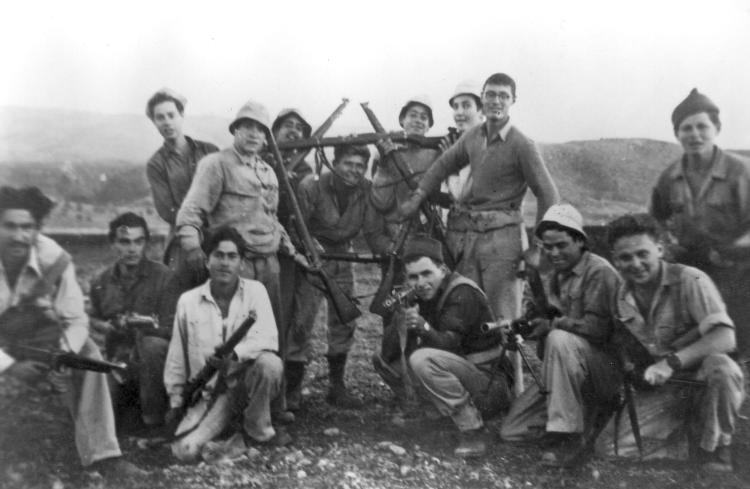
Brigada Yiftach estacionada em Dã, 1948
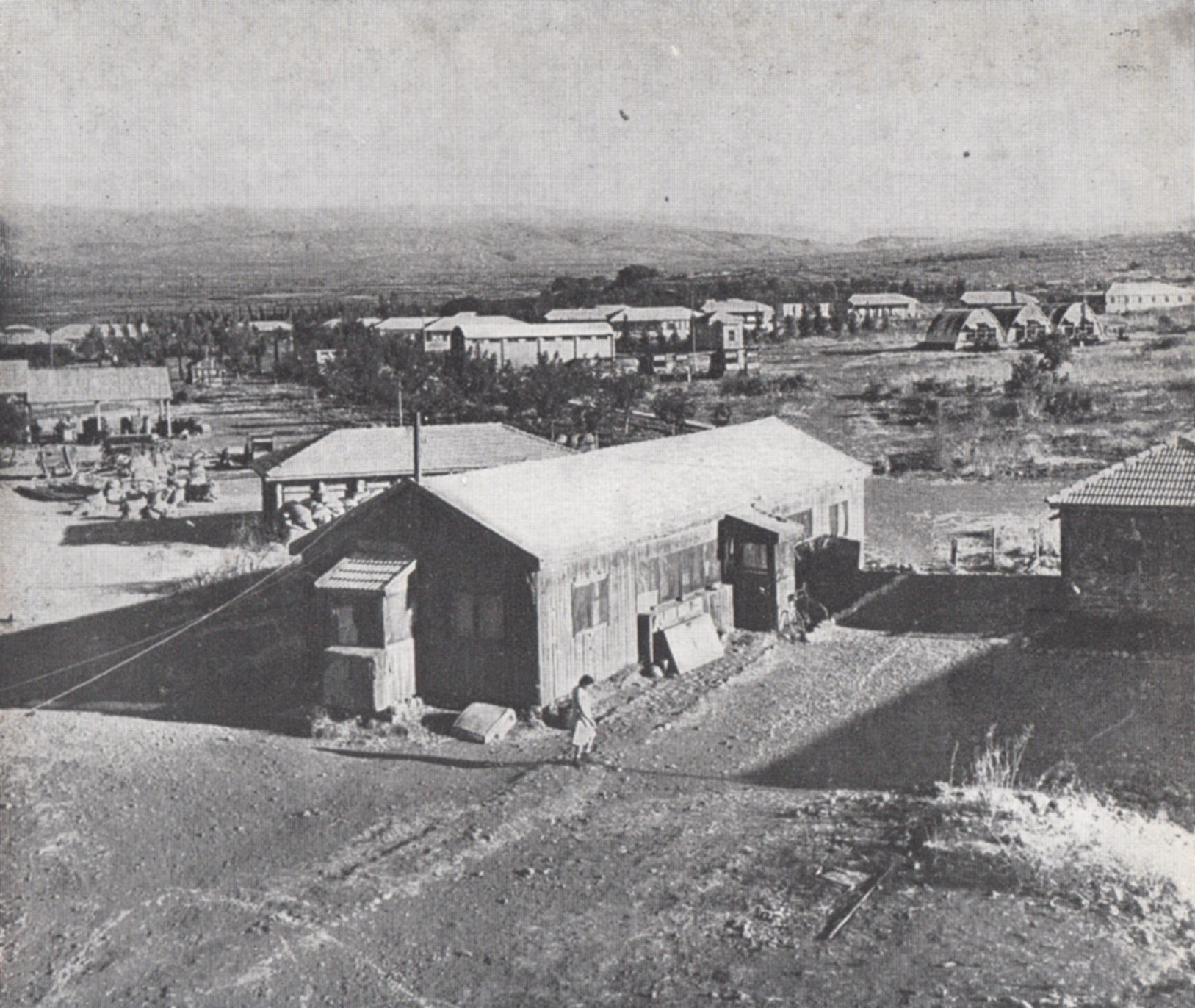
Dã no início dos anos 50

## Economia
Um dos primeiros ramos econômicos foi um empreendimento cooperativo de criação de trutas com o vizinho Kibbutz Dafna.
A Caviar Galilee Company, que exporta caviar sob a marca "Karat Caviar", é baseada no kibutz.  De acordo com Eric Ripert , chef e proprietário do Le Bernadin , considerado o principal restaurante de frutos do mar de Nova Iorque, e Jean François Bruel, chef do Daniel, um restaurante com 3 estrelas Michelin no Upper East Side de Manhattan, o melhor caviar do mercado hoje é produzido por Dã.  O kibutz exporta caviar para os Estados Unidos, Europa, Rússia, Japão, Cingapura e Canadá.  Em 2011, a empresa produziu 3.000 quilos.  Tem planos de aumentar gradualmente a produção para 8.000 quilos por ano.

## Marcos
Dã é o ponto de partida da trilha nacional de Israel .[carece de fontes?]